# Futuropolis
Futuropolis is een Franse uitgeverij van strips.
Futuropolis werd in 1972 opgericht door striptekenaar Florence Cestac, Denis Ozanne en Étienne Robial en was aanvankelijk enkel een stripwinkel. In 1974 volgden de eerste uitgaven. Robial was betrokken bij de lancering van de striptijdschriften Métal Hurlant en (A Suivre) en Futuropolis bood de auteurs van deze bladen een eigen distributiekanaal. Daarbij werd gebroken met het standaardformaat van een strip van 48 pagina's van de traditionele, grotendeels Belgische, stripuitgeverijen. Bekende auteurs die werden uitgegeven zijn Tardi, de groupe Bazooka, Joost Swarte en Edmond Baudoin.
In 1988 werd Futuropolis overgenomen door de groep Gallimard maar bleef bestaan als merk. In 1994 verliet Robial Futuropolis, nadat eerder Cestac en Ozanne dat ook hadden gedaan. Onder leiding van Sébastien Gnaedig werd het werk van bekende Franse stripauteurs zoals Davodeau, Gibrat, Lepage of Kris uitgegeven.